# Зарипова, Юлия Михайловна
Юлия Михайловна Зари́пова (урождённая Ивано́ва, по первому браку Зару́днева; 26 апреля 1986, Светлый Яр, Волгоградская область) — российская бегунья, выступающая в беге на 3000 м с препятствиями. Чемпионка Европы (2010) и России (2009, 2011).

## Биография
Среди легкоатлетов известна под прозвищем Зар-Зар, образованным от фамилий Зарипова и Заруднева. Заруднева — фамилия бывшего мужа. Одно время Юлия выступала под двойной фамилией — после второго замужества, международная федерация не сразу обновила базу данных и на международной арене она значилась ещё как Заруднева. Девичья фамилия — Иванова. Сейчас проживает в Казани. Окончила Казанский университет.
С семи лет Юлия начала заниматься лёгкой атлетикой под руководством отца — тренера Михаила Викторовича Иванова. С 2000 по 2004 год тренировалась у волгоградского наставника Ивана Ефимовича Долгова, который заметил талант юной спортсменки на массовых соревнованиях в Волгограде. В 16 лет Юлия выполнила норматив мастера спорта. Затем, из-за неудачного сезона, сменила наставника и стала тренироваться у Геннадия Сергеевича Наумова, а после его смерти в 2006 году, перешла к Михаилу Павловичу Кузнецову, благодаря которому стала серебряным призёром чемпионата мира 2009 и чемпионкой Европы 2010.

## Допинг
Зарипова неожиданно снялась с чемпионата мира в 2013 году в Москве из-за травмы. РБК, ссылаясь на свои источники, отмечает, что тогда глава Международной федерации легкой атлетики Ламин Диак потребовал от российской стороны запрета на участие спортсменки.
30 января 2015 года российское антидопинговое агентство объявило о дисквалификации Юлии Зариповой на 2,5 года, начиная с 25 июля 2013 года с аннулированием результатов за периоды: с 20 июня по 20 августа 2011 года и с 3 июля 2012 по 3 сентября 2012 года, за нарушение антидопинговых правил. В частности, спортсменка была лишена золотой медали Олимпийских игр в Лондоне 2012 года.
24 марта 2016 года Спортивный арбитражный суд в Лозанне принял решение аннулировать все результаты Зариповой с 20 июля 2011 по 25 июля 2013 года.

## Основные результаты
| Год  | Турнир                                                                | Место проведения       | Место   | Результат    |
| ---- | --------------------------------------------------------------------- | ---------------------- | ------- | ------------ |
| 2008 | Чемпионат Европы по кроссу, девушки до 23 лет (личный зачёт; 6 км)    | Остенде, Бельгия       | 3-е     | 21.24        |
| 2008 | Чемпионат Европы по кроссу, девушки до 23 лет (командный зачёт; 6 км) | Остенде, Бельгия       | 2-е     | 21.24        |
| 2009 | Чемпионат России                                                      | Чебоксары, Россия      | 1-е     | 9.13,18      |
| 2009 | Чемпионат мира                                                        | Берлин, Германия       | 2-е     | 9.08,39      |
| 2010 | Командный чемпионат Европы СПАР                                       | Берген, Норвегия       | 1-е     | 9.23,00      |
| 2010 | Чемпионат Европы                                                      | Барселона, Испания     | 1-е     | 9.17,57      |
| 2011 | Чемпионат России                                                      | Чебоксары, Россия      | 1-е     | 9.23,82      |
| 2011 | Чемпионат мира                                                        | Тэгу, Южная Корея      | 1-еDSQ  | 9.07,03 (WL) |
| 2012 | Олимпийские игры                                                      | Лондон, Великобритания | 1-е DSQ | 9.06,72 (PB) |

- PB — личный рекорд; WL — лучший результат сезона в мире.

## Награды
- Орден Дружбы (13 августа 2012 года) — за большой вклад в развитие физической культуры и спорта, высокие спортивные достижения на Играх XXX Олимпиады 2012 года в городе Лондоне (Великобритания)[14].
- Заслуженный мастер спорта России[15].
- Почётная грамота Президента Российской Федерации (19 июля 2013 года) — за высокие спортивные достижения на XXVII Всемирной летней универсиаде 2013 года в городе Казани[16].